# Nueva Écija
Nueva Écija (en ilocano, Probinsia ti Nueva Ecija; en tagalo, Lalawigan ng Nueva Ecija; en inglés y oficialmente, Province of New Ecija) es una provincia de la región de Luzón Central, Filipinas. Según el censo de 2020, tiene una población de 2 310 134 habitantes.
Por su gran producción de arroz, se la conoce como el «granero de arroz» de Filipinas.

## Geografía
Está situada en el interior de la parte más ancha de la isla de Luzón. Confina al norte con las provincias de Pangasinán y de Nueva Vizcaya; al sur con las de Pampanga y Bulacán; al este con la de Aurora y al oeste con la de Tárlac.

## División administrativa
Políticamente se divide en 27 municipios y 5 ciudades. Cuenta con 849 barangayes. 
Consta de 4 distritos para las elecciones al Congreso.

## Población de los municipios y ciudades (2010)
| Ciudad/municipio           | N.º de Barangays | Población (2010) | Área (km²) | Código    |
| -------------------------- | ---------------- | ---------------- | ---------- | --------- |
| Aliaga                     | 26               | 57 805           | 90.04      | 034901000 |
| Bongabón                   | 28               | 59 343           | 286.95     | 034902000 |
| Ciudad de Cabanatúan       | 89               | 272 676          | 282.75     | 034903000 |
| Cabiao                     | 28               | 72 081           | 111.83     | 034904000 |
| Carranglán                 | 17               | 37 124           | 705.31     | 034905000 |
| Cuyapo                     | 51               | 59 396           | 215.73     | 034906000 |
| Gabaldón                   | 16               | 32 246           | 242.88     | 034907000 |
| Ciudad de Gapán            | 23               | 101 488          | 164.44     | 034908000 |
| General Mamerto Natividad  | 20               | 36 720           | 118.00     | 034909000 |
| General Tinio              | 13               | 42 634           | 533.08     | 034910000 |
| Guimba                     | 64               | 104 849          | 245.29     | 034911000 |
| Jaén                       | 27               | 67 057           | 85.46      | 034912000 |
| Laur                       | 17               | 32 205           | 295.88     | 034913000 |
| Licab                      | 11               | 26 187           | 67.37      | 034914000 |
| Llanera                    | 22               | 36 200           | 114.44     | 034915000 |
| Lupao                      | 24               | 40 931           | 121.33     | 034916000 |
| Ciudad Científica de Muñoz | 37               | 75 462           | 163.05     | 034917000 |
| Nampicuán                  | 21               | 13 303           | 52.60      | 034918000 |
| Ciudad de Palayán          | 19               | 37 219           | 101.40     | 034919000 |
| Pantabangán                | 14               | 27 553           | 392.56     | 034920000 |
| Peñaranda                  | 10               | 27 410           | 95.00      | 034921000 |
| Quezón                     | 16               | 36 660           | 68.53      | 034922000 |
| Rizal                      | 26               | 57 145           | 120.55     | 034923000 |
| San Antonio                | 16               | 73 074           | 153.56     | 034924000 |
| San Isidro                 | 9                | 47 800           | 56.49      | 034925000 |
| Ciudad de San José         | 38               | 129 424          | 185.99     | 034926000 |
| San Leonardo               | 15               | 58 120           | 151.90     | 034927000 |
| Santa Rosa                 | 33               | 64 503           | 147.15     | 034928000 |
| Santo Domingo              | 24               | 50 983           | 74.88      | 034929000 |
| Talavera                   | 53               | 112 515          | 140.92     | 034930000 |
| Talugtug                   | 28               | 21 291           | 72.02      | 034931000 |
| Zaragoza                   | 19               | 44 124           | 72.02      | 034932000 |

## Historia
La provincia fue creada como una comandancia militar en 1777 por Don Rafael de Aguilar.[cita requerida] Se llama así en honor a Écija, localidad situada en la provincia de Sevilla, España. Anteriormente era parte de Pampanga.
Desde un origen humilde, su superficie creció hasta cubrir la isla entera de Luzón. Según fuentes españolas en Filipinas, el Gobierno español reconocía dos colonias en el Sudeste Asiático: las Islas Filipinas y Nueva Écija.[cita requerida] La pobreza era la razón por la cual no se reconocía como distinta de las Filipinas por la monarquía española en 1840. Desde 1777 hasta 1917, se dividió el territorio de la provincia para la creación de otras provincias. De Nueva Écija vinieron las provincias actuales de Aurora, Cagayán, Isabela, Nueva Vizcaya, Quezón y Rizal. También partes de Gran Manila y Quirino vinieron de Nueva Écija.
En 1896 la provincia devino una de las primeras que se rebelaron contra España.